# Jolicloud
Jolicloud es un sistema operativo basado en Linux y que actualmente se encuentra descontinuado. El proyecto lo fundó Tariq Krim en París, en 2009
Jolicloud se construye sobre  Ubuntu 10.04, pero está afinado para ordenadores con especificaciones más limitadas en términos de capacidad de disco, memoria y tamaño de pantalla. Se diseña para funcionar sobre netbook de relativamente reducida potencia y descansa sobre paquetes de Mozilla Prism para correr aplicaciones principalmente basadas en web. Para aplicaciones con versiones únicamente windows utiliza Wine.
Se debe resaltar que Jolicloud en diferencia a otros sistemas operativos que ultilizan aplicaciones web puede correr aplicaciones no basadas en la web.

## Compatibildad
Incluye Wifi, bluetooth y router 3G funcionando tras la primera instalación.
Jolicloud funciona sobre la gran mayor parte de netbooks de las principales marcas como Asus, Acer, Dell, MSI y Samsung Por otro lado, Jolicloud asegura que su sistema operativo es compatible con el 98% de las netbooks. Además Jolicloud es una de las pocas distribuciones Linux que ofrecen soporte a la GMA 500 de Intel.

## Google Chrome
Existe la posibilidad de probar Jolicloud a través de Chrome Web Store Archivado el 5 de mayo de 2012 en Wayback Machine.